# Léa Labrousse
Léa Labrousse, née le 6 avril 1997 à Beaumont (Puy-de-Dôme), est une trampoliniste française. 

## Carrière
Elle est championne de France junior en 2007, 2008, 2011, 2012, vice championne d'Europe junior en 2012, médaillée de bronze aux Championnats d'Europe junior en synchronisé en 2008 et championne de France senior en 2015. 
Elle remporte l'or en synchronisé aux Championnats d'Europe de trampoline 2016 avec Marine Jurbert et l'argent par équipes aux Championnats d'Europe de trampoline 2018.
Elle est médaillée d'or en individuel aux Jeux européens de 2019.
Aux Championnats d'Europe 2021 à Sotchi, elle remporte la médaille de bronze par équipes avec Marine Jurbert, Marine Prieur et Anaïs Brèche ainsi que la médaille d'argent en individuel, ce qui est la meilleure performance de l'histoire du trampoline féminin français.
Elle est médaillée de bronze en individuel aux Championnats d'Europe 2022 à Rimini.
Elle est médaillée d'argent en synchronisé avec Marine Jurbert aux Championnats du monde 2022 à Sofia.
Aux Championnats du monde de trampoline 2023 à Birmingham, Léa Labrousse remporte la médaille d'argent en trampoline par équipes avec Cléa Brousse, Laura Paris et Anaïs Brèche.
Aux Championnats d'Europe de trampoline 2024 à Guimarães, elle remporte la médaille d'or en trampoline par équipes avec Laura Paris, Marine Prieur et Cléa Brousse ; il s'agit de la première médaille d'or en trampoline par équipe féminine pour la France. Elle est aussi médaillée d'argent en trampoline synchronisé avec Marine Jurbert et en trampoline individuel.